# Seznam hrvaških biologov
Seznam hrvaških biologov.

## A
- Marija Alačević
- Nikša Allegretti (1920-1982)

## B
- Krunoslav Babić
- Josip Bakić
- Milutin Barač (zoolog, ornitolog, ihtiolog, čebelar)
- Ivan Bašić
- Erik Brandis (1834-1921)
- Spiridon (Špiro) Brusina
- Miljenko Buljan (1911-1980) (oceanogaf)
- Adem Buturović (BiH)

## C
- Lazar Car
- Olga Carević
- Ivan Crnolatac

## Č
- Lojze Čampa (1935–2000) (ekolog)
- Stjepan Čanađija (1912-1996)

## D
- Narcis Damin (1845-1905)
- Milislav Demerec
- Zvonimir Devidé (1921-2011) (akademik)
- Virgil Diković (ornitolog)
- Franjo Dolenec
- Radovan Domac (1918-2003)
- Katarina Daniela Dubravec (slov.-hrv.)

## Đ
- Stefan Đelineo (Stari Grad, Hvar, 1898-1971, Bgd) (hrv.-srbski)
- Ivan Đikić ?
- Beatrica Đulić

## E
- (Fran Erjavec)

## F
- Dora Filipović
- (Mijo Filipović 1869-1948) (utemeljitelj zagrebškega zoološkega vrta in njegov prvi upravnik)
- Nikola Fink (1894-1968)
- Lidija Firšt
- Jasna Franekić

## G
- Fran Gabrek (veterinar, pravnik)
- Ćiro (Ćiril) Gamulin
- Tomo Gamulin
- Helena Gamulin-Brida
- Vera Gamulin
- Stjepan Gjurašin (1867-1936) (entomolog)
- Hrvoje Gomerčić
- Dunja Grbić-Galić-
- Mirko Dražen Grmek
- (Dragutin Gorjanović-Kramberger)
- Fabjan Grubišić (1912-1995) (ribiški strokovnjak)
- Dragica Gucunski
- (Branimir Gušić - v mladosti ljubiteljski entomolog-lepidopterolog)

## H
- Ivan Habdija
- (Dobrila Habeković-Đogić)
- Bojan Hamer
- Ambroz Haračić
- Božidar (Darko) Hergula (entomolog)
- Čedomil Herman (1930-96)
- Dragutin Hirc
- Miroslav Hirc/Hirtz
- Draško Holcer (kiti)
- Đurđa Horvat-Bolf
- Stjepan Horvatić
- Mirjana Hrs-Brenko
- Tereza Hrženjak (r. Bajželj) (*1933) (slovensko-hrvaška)
- Juraj Hure (1918 - ?)

## I
- (Imbro Igálffy 1882-1963) (lovski strokovnjak, entomolog, zbiralec)
- Konstantin Igálffy (zoolog)
- Ljubimka Iglić
- Ljudevit Ilijanić (1928 -)
- Neven Iveša

## J
- Andrej Jaklin
- Ivan Jardas
- Josip Janda
- Sibila Jelaska
- Stjepan Jukić Peladić (1935–2022) ihtiolog, oceanograf
- Adolf Eugen Jurinac (1854–1925)
- Stjepan Jurinić (1855–1947) zoolog ...
- Petar Jurišić (1887–1947)

## K
- Milan Kaman
- Edi Karaman
- Stanko Karaman
- Zora Karaman
- Jožica Karlovac (1911–2003) (slov.-hrv.)
- Otmar Karlovac (1902–1980)
- Ivan Katavić
- Mihajil (Mihajlo, Mihovil, Mijo) Katurić
- Stjepan Kečkeš (*1932)
- Ratimir Klepac
- Nada Kralj Klobučar (*1938)
- Georgij Kodinec ?
- Jure Kolombatović (1843–1908)
- Antea Korčulanin
- Antun Korlević (1851–1915) (entomolog)
- Željko (Želislav) Kovačević (1893–1984)
- Marcelo Kovačić (*1966)
- Nada Kralj-Klobučar
- Miro Kraljević (*1949)
- Radovan Kranjčev
- Nevenka Krkač-Zavada
- Ivan Krmpotić
- Radovan Kranjčev
- Mladen Krpan (1903–2000) (ornitolog)
- Marijana Krsnik-Rasol (*1944)
- Nada Krstulović
- Frano Kršinić (*1947)
- Anton Kurir (entomolog)

## L
- August Langhofer (1861–1940)
- Mirjana Legac
- Zdenka Lelas
- Stanislav Leniček
- Nikola Ljubešić
- Zdravko Lorković (1900–1998)
- Čedomil Lucu
- Ante Lui (1908–1993)
- Gordan Lukač

## M
- Milan Marek (ornitolog)
- Ivo Matoničkin
- Milan Meštrov
- Karmela Milković-Žulj
- Milorad Mrakovčić (ekolog?)

## N
- Mario Novak, bioarheolog (antropolog)
- Petar Novak (1879–1968) (entomolog)
- Maja Novosel (zoologinja)

## P
- Josip Pančić (hrv.-srb. botanik)
- Vladimir Parpura
- Vicko Pavičić
- Ivo Pevalek
- Antonieta Požar-Domac (1942)

## R
- Miroslav Radman (1944)

## S
- Vlasta Seljanec
- Vladimir Sertić (1901-83)
- Oskar Springer
- Adolf Stošić (1824-1900) (Trst)
- Mihajlo Stošić (1857-1906) (Trst)

## Š
- Draško Šerman
- Nikola Škreb (1920 - 1993)
- Mladen Šolić
- Tonko Šoljan (1907–1980)
- Ante Špan (1929–2001) (slov.-hrv.)
- Igor Štagljar
- (Bogoslav Šulek)
- Anton Švajger (1935–2003)
- Melita Švob (1931–)
- Tvrtko Švob (1917-2008)

## T
- Arjana Tambić Andrašević
- Dubravko Timet
- Jasenka Topić

- Milica Tortić (1920–2008) mikologinja
- Nikola Tvrtković (zoolog)

## V
- Ivica Valpotić
- Bogdan Varićak
- Mirko Vidaković
- Olja Vidjak
- Damir Viličić (*1948)
- Vale Vouk

## Z
- Boris Zarnik (1883–1945) (slov.-hrv.)
- Dušan Zavodnik (*1934) (slov.-hrv.)
- (Miroslav Zei)